# حزب اليسار (ألمانيا)
اليسار كما يُلفظ دي لينكه (بالألمانية: Die Linke)‏ هو حزب سياسي ألماني يعتبر نفسه حزبًا اشتراكيًّا ديمقراطيًّا. ويعد حزب اليسار أحدث الأحزاب داخل البرلمان الألماني، فقد جاء تأسيسه في يوليو/تموز 2007 نتيجة لاندماج حزب الاشتراكية الديمقراطية (PDS) وحزب العمل والعدالة الاجتماعية ـ البديل (WASG) ليكون خياراً بديلاً وانطلاقة سياسية جديدة.
يمثل الحزب أكثر الأطراف يسارية داخل البرلمان الألماني، وتعتبره السلطات الألمانية والعديد من وسائل الإعلام كحزب أقصى اليسار.
الحزب مراقب من قبل المكتب الاتحادي لحماية الدستور بدعوى ميوله المتطرفة.
يمثل نواب الحزب نسبة 11,9 % من أعضاء البرلمان الألماني بعد الانتخابات الفدرالية لعام 2009، مما يجعله رابع أكبر الأحزاب في البرلمان.
يبلغ عدد أعضاء الحزب 69,458 عضواً، وفقاً لإحصاءات عام 2011، أغلبهم فوق الستين سنة من العمر.
تتمثل برامج الحزب السياسية في تثبيت مبادئ الاشتراكية الديمقراطية ورفع شعارات المساواة.
انسحب منه عدد لا بأس به من الأعضاء للإنضمام لرئيسته السابقة سارة فاجنكنشت بعد تأسيسها لحزب جديد بإسم "تحالف سارة فاجنكنشت" في بداية يناير كانون الأول من العام 2024.

## وصلات خارجية
- الموقع الرسمي (بالألمانية)